# Pobes

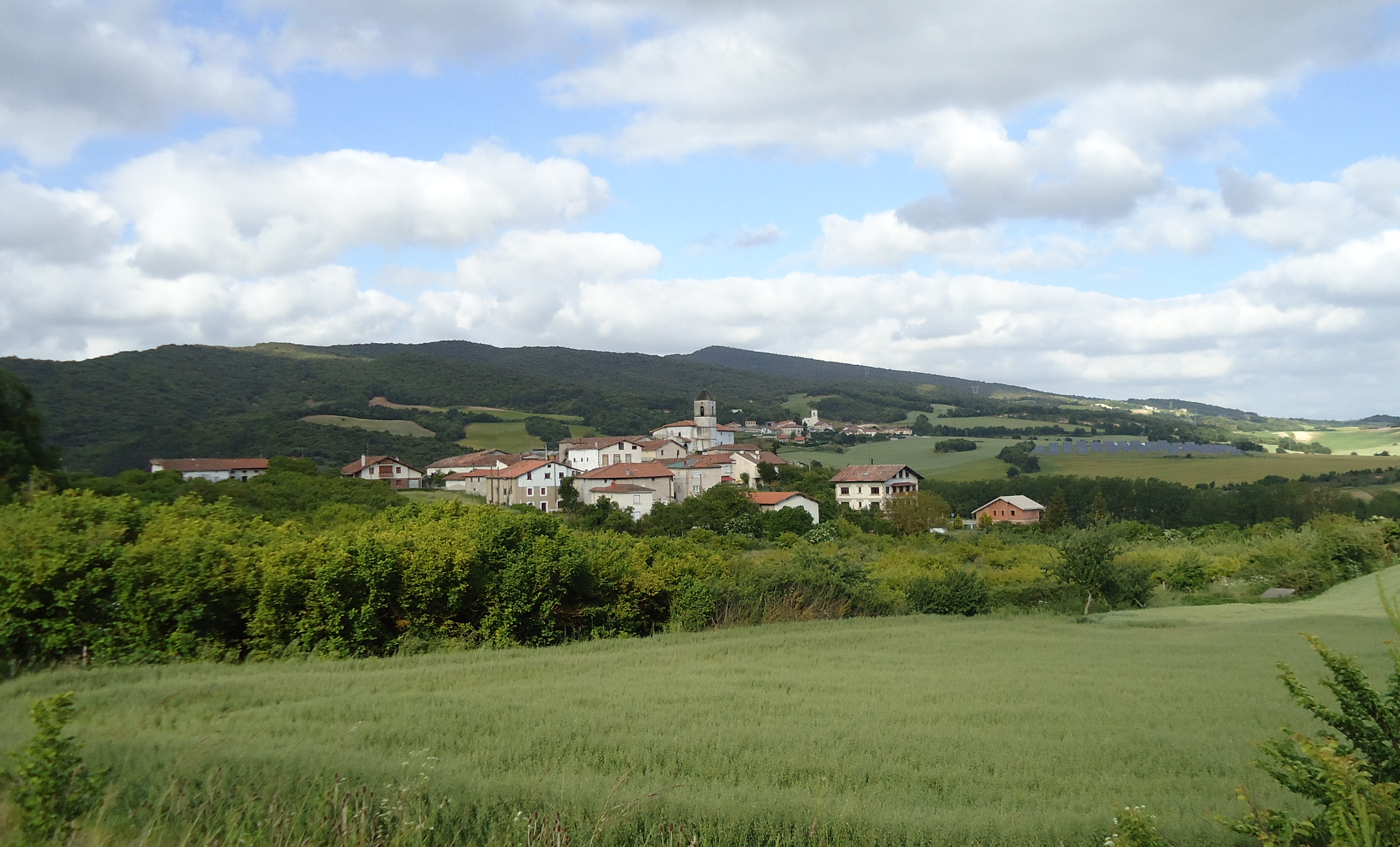
Vue de Pobes.

Pobes est une commune ou une contrée appartenant à la municipalité d'Erriberagoitia dans la province d'Alava, située dans la Communauté autonome basque en Espagne.

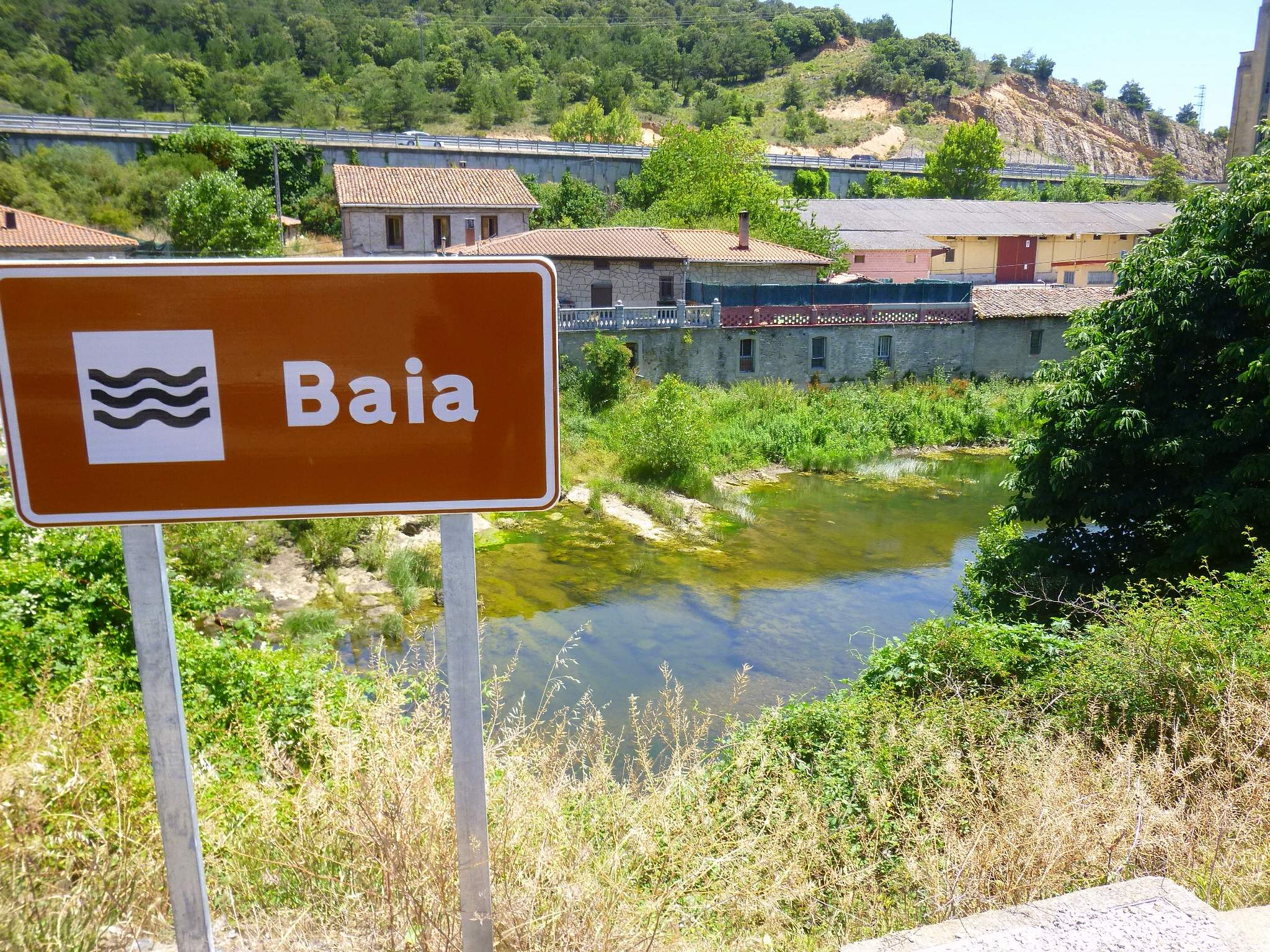
Le Bayas (Baia en basque) passant à Pobes